# اشتراسبورگ (کرنتن)
اشتراسبورگ (به آلمانی: Straßburg) یک شهر و شهرک با حقوق شهرک و روستای سابق در اتریش است که در منطقه  زنکت فایت آن در گلان واقع شده‌است. اشتراسبورگ ۲٬۲۵۱ نفر جمعیت دارد.

## خواهرخوانده
شهر اشتراسبورگ (اوکرمارک) خواهرخواندهٔ اشتراسبورگ (کرنتن) هست.